# Mount Pelion West
Der Mount Pelion West  ist ein Berg im Zentrum des australischen Bundesstaates Tasmanien. Er liegt im Zentrum des Cradle-Mountain-Lake-St.-Clair-Nationalparks und am östlichen Rand des Einzugsbereiches des Murchison River. Mit 1560 Meter ist er der dritthöchste Berg Tasmaniens und damit einer von nur acht Gipfeln über 1500 Meter.

## Lage
Im Westen liegt ausgedehntes, relativ flaches Grasland, im Norden der Cradle Mountain und der Barn Bluff, im Nordosten der Mount Oakleigh, im Osten der Mount Pelion East und gleich anschließend im Süden der Mount Achilles. Am Nordfuß des Berges fließt der Pelion Creek, der in den Oberlauf des Forth River mündet. Der Forth River entspringt unmittelbar östlich des Mount Pelion West in den Frog Flats (720 Meter), dem niedrigsten Punkt des gesamten Overland Track. Dieser Fernwanderweg passiert den Mount Pelion West in einem Abstand von zwei Kilometern.

## Geschichte
Der Wanderer und Bergsteiger Keith Ernest Lancaster (1910–2003) erstieg den Mount Pelion West am 30. Januar 1946 nach einem langsamen und quälenden Weg (auf allen vieren) durch Dornengestrüpp (Richea scoparia), das man oft in den alpinen Region um die Berge Tasmaniens findet. Lancaster nannte den Mount Pelion West als einen der Giants of the Reserve. In seinem Bericht über den Aufstieg erwähnte er „das Gewirr enormer Felsblöcke“ in der Gipfelregion.

## Aufstieg
Auf der Tasmap-Karte ist die ungefähre Lage des Wanderweges verzeichnet, auf dem man den Berg über seinen Nordostsporn besteigt. Der nicht markierte Weg beginnt etwa 250 Meter östlich der Brücke des Overland Track über den Pelion Creek und führt zwischen zwei Baumstämmen hinauf, die über dem Track hängen. Der Berg ist deutlich schwieriger zu ersteigen als der Mount Pelion East oder der Mount Ossa, die beiden anderen beliebten Abstecher vom 65 Kilometer langen Overland Track. Vor allen Dingen liegt dies an dem schwierigen, 500 Meter langen Quergang durch riesige Diabas-Felsblöcke zum Erreichen des obeliskartigen Gipfelaufbaus.